# Xyris complanata
Espèce
Statut de conservation UICN

 LC  : Préoccupation mineure
Xyris complanata est une espèce de la famille des Xyridaceae. C'est une plante vivace qui est connue sous le nom de œil jaune à plumes.

## Répartition
Cette plante est originaire du Sud de la Chine, de l'Inde, du Sri Lanka, de la Thaïlande, du Cambodge, du Laos, du Viêt Nam, de la Malaisie, de l'Indonésie (Java, Sulawesi, Kalimantan, Sumatra), des Philippines, de la Nouvelle-Guinée et de l'Australie (Nouvelle-Galles du Sud, Queensland, Territoire du Nord et Australie-Occidentale). 
Elle est également naturalisée à Hawaï où elle est connue sous le nom de Hawai'i yelloweyed grass.,,. En Nouvelle-Galles du Sud, Elle pousse dans les zones humides, souvent à proximité des marécages ou dans les landes.

## Liste des variétés
Selon GBIF (27 décembre 2023) :
- Xyris complanata var. bracteata Benth., 1878
- Xyris complanata var. complanata
- Xyris complanata var. leptocaulis Benth., 1878

## Systématique
Le nom correct complet (avec auteur) de ce taxon est Xyris complanata R.Br..
Cette espèce est apparue pour la première fois dans la littérature scientifique en 1810.
Xyris complanata a pour synonymes :
- Xyris anceps Vahl
- Xyris elongata Rudge
- Xyris laevis R.Br.
- Xyris malaccensis Steud.
- Xyris scabra R.Br.
- Xyris walkeri Wight
- Xyris walkeri Wight ex Kunth

## Étymologie
L'épithète spécifique « complanata » fait référence à la tige de la feuille aplatie. 